# 舊索科利
51°7′44″N 29°54′54″E / 51.12889°N 29.91500°E
舊索科利（烏克蘭語：Старі Соколи）是位於烏克蘭北部的村莊，由基辅州维什霍罗德区的伊萬基夫市鎮負責管轄。該村面積8平方公里，海拔高度127米，2001年人口174，人口密度每平方公里21.8人。